# Chloe Likes Olivia
Pour plus de détails, voir Fiche technique et Distribution.
Chloe Likes Olivia est un court métrage danois réalisé par Mette Kjærgaard, sorti en 2011.

## Synopsis
Après une soirée, Olivia ramène son nouveau flirt, Chloé, à la maison. 
Le problème, c'est qu'Olivia est déjà en couple avec Andrea qui l'attend à la maison. 
Olivia devra-t-elle faire un choix ou bien ce triangle amoureux va satisfaire les trois femmes ?

## Fiche technique
- Titre : Chloe Likes Olivia
- Réalisation : Mette Kjærgaard
- Scénario : Jenny Lund Madsen
- Producteur : Hannes Jakobsen
- Société de production : Immergut
- Musique : Rosa Lux (da), Soffie Viemose
- Pays d'origine :  Danemark
- Langue : anglais, danois
- Genre : Drame, romance saphique
- Durée : 19 minutes
- Date de sortie :
  -  Danemark 26 octobre 2011

## Distribution
- Zinnini Elkington : Chloé
- Mathilde Norholt : Olivia
- Rikke Lylloff : Andrea